# Armand D'Hondt
Armand D'Hondt est un footballeur français né à Lyon le 31 août 1920 et mort le 26 août 1996 à Villeneuve-la-Garenne.
Il a joué comme milieu de terrain à l'AS Saint-Étienne en Division 1 lors de la saison 1948-1949.

## Carrière
- 1945-1946 :  Red Star Olympique
- 1946-1947 :  AS Angoulême
- 1948-1949 :  AS Saint-Étienne
- 1949-1951 :  AS Troyes[1]